# ديفيد سينتون إينغلس
ديفيد سينتون إينغلس (بالإنجليزية: David Sinton Ingalls)‏ (و. 1899 – 1985 م) هو طيار مقاتل، وضابط، وطيار بطل من الولايات المتحدة الأمريكية . ولد في كليفلاند، أوهايو .
وهو عضو في الحزب الجمهوري .
توفي في شاغرن فولز، أوهايو .

## التعليم
تعلم في جامعة ييل.

## الخدمة العسكرية
خدم في بحرية الولايات المتحدة.